# Adele di Francia (1009-1079)
Adele di Francia o Adelaide di Francia (1009 – Messines, 8 gennaio 1079) è stata prima duchessa consorte di Normandia dal 1027 al 1028, poi contessa consorte di Fiandra dal 1036 al 1067.

## Origine
Secondo la Genealogia comitum Flandriae Bertiniana, Adele era la figlia femmina secondogenita del re di Francia, Roberto II detto il Pio e di Costanza d'Arles, che, secondo Hugonis Floriacensis, Liber qui Modernorum Regum Francorum continet Actus 9, era figlia del conte d'Avignone, conte di Provenza e marchese di Provenza, Guglielmo I e di Adelaide d'Angiò (947 - 1026), figlia del Conte d'Angiò e poi, conte di Nantes e duca di Bretagna, Folco II (sempre secondo Hugonis Floriacensis, Liber qui Modernorum Regum Francorum continet Actus 9, Adelaide era la sorella del conte d'Angiò, Goffredo detto Grisegonelle, figlio di Folco II secondo la Chronica de Gesta Consulum Andegavorum, Chroniques d'Anjou) e di Gerberga (secondo lo storico Maurice Chaume era figlia del Visconte Goffredo d'Orleans).
Roberto II di Francia, come ci conferma la Genealogiæ Scriptoris Fusniacensis, era l'unico figlio maschio del duca dei Franchi e conte di Parigi poi incoronato re di Francia, Ugo Capeto e, come conferma la Vita Roberti Regis, di Adelaide d'Aquitania, di nobile stirpe aquitana, che, secondo la Acta Sanctorum, era figlia del conte di Poitiers, conte d'Alvernia e duca d'Aquitania (Adelaide…filia Pictavorum comitis, de progenie Caroli Magni moglie di Hugone, Francorum duce), Guglielmo III e di Gerloc (917-962, ribattezzata Adele) di Normandia, figlia del duca di Normandia, Rollone (870-927) e della seconda moglie, Poppa di Bayeux.

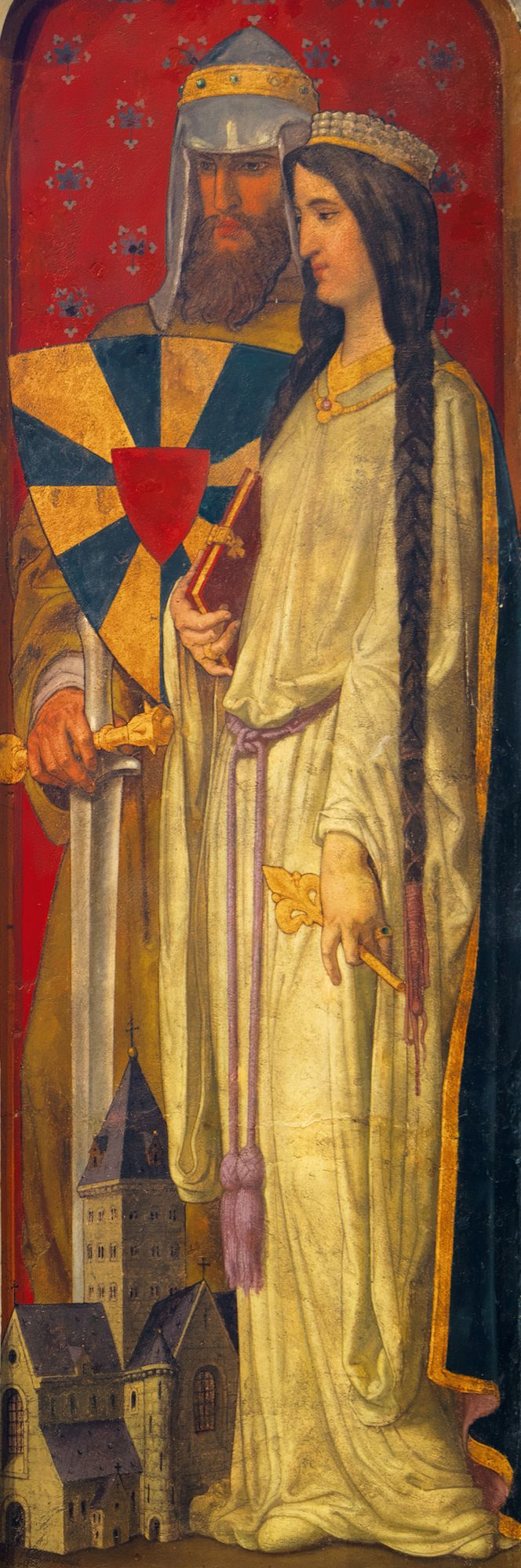
Adele di Francia col suo secondo marito, Baldovino V

Fu la sorella del re di Francia, Enrico I e del duca di Borgogna, Roberto I.

## Biografia
Nel gennaio 1027 Adele aveva sposato (i documenti esistenti parlano di impegno di matrimonio e della proprietà che Riccardo III dava in garanzia alla moglie) Riccardo, da pochi mesi duca di Normandia e che, secondo il monaco e cronista normanno Guglielmo di Jumièges, autore della sua Historiæ Normannorum Scriptores Antiqui, Riccardo, era il figlio primogenito del quarto signore della Normandia e il secondo a ottenere il titolo formale di Duca di Normandia, Riccardo II e di Giuditta di Bretagna che, secondo ancora Guglielmo di Jumièges era la sorella di Goffredo I di Bretagna, quindi era figlia del conte di Rennes e duca di Bretagna, Conan I il Torto e della moglie, Ermengarda d'Angiò (come ci viene confermato dal monaco Rodolfo il Glabro, uno dei maggiori cronisti d'età medievale), figlia del terzo Conte di Angiò, Goffredo I Grisegonelle e di Adele di Vermandois (ca. 950 - † 974), figlia di Roberto di Vermandois, conte di Meaux e di Troyes.
Riccardo II di Normandia, sia secondo Guglielmo di Jumièges, che secondo il cronachista, priore dell'abbazia di Bec e sedicesimo abate di Mont-Saint-Michel, Robert di Torigny, nella sua Chronique, era figlio di Riccardo Senza Paura Jarl (equiparabile al nostro conte) dei Normanni e conte di Rouen, e della moglie, Gunnora (950-5 gennaio 1031), di cui non si conoscono i nomi degli ascendenti, ma di nobile famiglia di origine vichinga (nobilissima puella Danico more sibi iuncta) (Gunnor ex nobilissima Danorum prosapia ortam).
Il matrimonio fu di breve durata perché, secondo il cronista Guglielmo di Jumièges il fratello di suo marito, Roberto, conte di Hiesmois, nel 1028, si ribellò a Riccardo III e radunò i suoi sostenitori vicino alla città di Falaise, dove pose il campo; Riccardo III raccolse un esercito mise l'assedio ed espugnò la città di Falaise; allora Roberto si sottomise e fu concordata la pace.
Licenziato l'esercito, Riccardo rientrò a Rouen, ma poco dopo morì, avvelenato, lasciando un erede maschio, illegittimo, in tenera età, Nicola. Anche il monaco e cronista inglese, Orderico Vitale, confermando che Riccardo III rimase al potere meno di due anni, ritiene che Riccardo fu avvelenato (Richardus III veneno, non plene biennio peracto, periit). Secondo gli Obituaires de Sens Tome I.1, Diocèse de Paris Cathédrale Riccardo morì il 6 agosto 1028.
Adele, rimasta vedova, in quello stesso anno (1028), nella cattedrale di Amiens, sposò, in seconde nozze, il conte di Fiandra, Baldovino V, che era figlio del conte di Fiandra e d' Artois, Baldovino IV detto il Barbuto, e della prima moglie, Ogiva di Lussemburgo, figlia del conte del Lussemburgo, Giselberto. Il matrimonio di Baldovino V e Adele, citata come sorella del re di Francia, Enrico I, viene riportato anche dalla Chronica Albrici Monachi Trium Fontium.
Il padre, Roberto II, assegnò in dote ad Adele la signoria di Corbie ed il titolo di contessa di Contenance.
Suo marito, Baldovino V, non molto tempo dopo il matrimonio, si ribellò a suo padre, Baldovino IV, che dovette lasciare le Fiandre e rifugiarsi in Normandia, dove si sposò, in seconde nozze, con Eleonora, la figlia del duca di Normandia, Riccardo II. Quindi con l'aiuto dell'esercito normanno, Baldovino IV riuscì a rientrare nelle Fiandre, dove perdonò il figlio e l'associò nel governo delle contee.
Adele viene ricordata anche per una donazione fatta col marito, Baldovino V, in data imprecisata.
Su richiesta della zia Adele, il re di Francia, Filippo I, fece un donazione alla chiesa di Saint-Denis.
Rimasta vedova, nel 1067, Adele si recò a Roma ed entrò nell'ordine benedettino e si ritirò nel monastero di Messines, nei pressi di Ypres. che lei aveva fondato.
Adele morì nel 1079, secondo gli Obituaires de Sens Tome I.1, Abbaye de Saint-Denis il giorno 8 gennaio, nel monastero di Messines, dove fu sepolta.

## Figli
Adele a Riccardo III non diede figli.
Mentre a Baldovino V diede tre figli:
- Baldovino[17][21](1030–1070), conte delle Fiandre
- Matilde[17][22] (c. 1031–1083) che sposò Guglielmo I il conquistatore
- Roberto[17][23] (c. 1033 - 1093), conte delle Fiandre

## Culto
Pur non essendo stata beatificata, è venerata come santa dalla Chiesa cattolica e si festeggia l'8 settembre.

## Ascendenza
|                         |                       |                            | Genitori                     |  |  | Nonni |  |  | Bisnonni      |  |  | Trisnonni            |  |
|                         |                       |                            |                              |  |  |       |  |  | Ugo il Grande |  |  | Roberto I di Francia |  |
|                         |                       |                            |                              |  |  |       |  |  | Ugo il Grande |  |  | Roberto I di Francia |  |
|                         |                       | Beatrice di Vermandois     |                              |  |  |       |  |  | Ugo il Grande |  |  |                      |  |
| Ugo Capeto              |                       |                            |                              |  |  |       |  |  | Ugo il Grande |  |  |                      |  |
|                         |                       | Edvige di Sassonia         | Enrico I di Sassonia         |  |  |       |  |  |               |  |  |                      |  |
|                         |                       | Edvige di Sassonia         | Enrico I di Sassonia         |  |  |       |  |  |               |  |  |                      |  |
|                         |                       | Edvige di Sassonia         | Matilde di Ringelheim        |  |  |       |  |  |               |  |  |                      |  |
| Roberto II di Francia   |                       | Edvige di Sassonia         |                              |  |  |       |  |  |               |  |  |                      |  |
|                         |                       | Guglielmo III di Aquitania | Ebalus di Aquitania          |  |  |       |  |  |               |  |  |                      |  |
|                         |                       | Guglielmo III di Aquitania | Ebalus di Aquitania          |  |  |       |  |  |               |  |  |                      |  |
|                         |                       | Guglielmo III di Aquitania | Emilienne                    |  |  |       |  |  |               |  |  |                      |  |
| Adelaide d'Aquitania    |                       | Guglielmo III di Aquitania |                              |  |  |       |  |  |               |  |  |                      |  |
|                         |                       | Adele di Normandia         | Rollone                      |  |  |       |  |  |               |  |  |                      |  |
|                         |                       | Adele di Normandia         | Rollone                      |  |  |       |  |  |               |  |  |                      |  |
|                         |                       | Adele di Normandia         | Poppa di Bayeux              |  |  |       |  |  |               |  |  |                      |  |
| Adele di Francia        |                       | Adele di Normandia         |                              |  |  |       |  |  |               |  |  |                      |  |
|                         | Bosone II di Provenza | Rotboldo I di Provenza     |                              |  |  |       |  |  |               |  |  |                      |  |
|                         | Bosone II di Provenza | Rotboldo I di Provenza     |                              |  |  |       |  |  |               |  |  |                      |  |
|                         | Bosone II di Provenza | Ermengarda d'Aquitania (?) |                              |  |  |       |  |  |               |  |  |                      |  |
| Guglielmo I di Provenza | Bosone II di Provenza |                            |                              |  |  |       |  |  |               |  |  |                      |  |
|                         |                       | Costanza di Vienna         | Carlo Costantino di Vienne   |  |  |       |  |  |               |  |  |                      |  |
|                         |                       | Costanza di Vienna         | Carlo Costantino di Vienne   |  |  |       |  |  |               |  |  |                      |  |
|                         |                       | Costanza di Vienna         | Thiberge de Troyes           |  |  |       |  |  |               |  |  |                      |  |
| Costanza d'Arles        |                       | Costanza di Vienna         |                              |  |  |       |  |  |               |  |  |                      |  |
|                         |                       | Folco II d'Angiò           | Folco I d'Angiò              |  |  |       |  |  |               |  |  |                      |  |
|                         |                       | Folco II d'Angiò           | Folco I d'Angiò              |  |  |       |  |  |               |  |  |                      |  |
|                         |                       | Folco II d'Angiò           | Rosalie de Loches            |  |  |       |  |  |               |  |  |                      |  |
| Adelaide d'Angiò        |                       | Folco II d'Angiò           |                              |  |  |       |  |  |               |  |  |                      |  |
|                         |                       | Gerberga d'Orleans         | Geoffrey, Visconte d'Orléans |  |  |       |  |  |               |  |  |                      |  |
|                         |                       | Gerberga d'Orleans         | Geoffrey, Visconte d'Orléans |  |  |       |  |  |               |  |  |                      |  |
|                         |                       | Gerberga d'Orleans         | Ada d'Auvergne               |  |  |       |  |  |               |  |  |                      |  |
|                         |                       | Gerberga d'Orleans         |                              |  |  |       |  |  |               |  |  |                      |  |

### Fonti primarie
- (LA) Obituaires de Sens Tome I..
- (LA) Monumenta Germaniae Historica, tomus XXIII. URL consultato il 1º marzo 2020 (archiviato dall'url originale il 23 settembre 2015)..
- (LA) Monumenta Germanica Historica, tomus XIII. URL consultato il 30 marzo 2020 (archiviato dall'url originale il 10 agosto 2014)..
- (LA) Monumenta Germanica Historica, tomus IX. URL consultato il 30 marzo 2020 (archiviato dall'url originale il 23 settembre 2015)..
- (LA) Chronique de Robert de Torigni, abbé du Mont-Saint-Michel, vol I..
- (LA) Rodulfus Glaber Cluniacensis: Historiarum Sui Temporis Libri Quinque (PDF)..
- (LA) Ordericus Vitalis, Historia Ecclesiastica, vol. unicum..
- (LA) Historiæ Normannorum Scriptores Antiqui..

### Letteratura storiografica
- Louis Halphen, "La Francia dell'XI secolo", cap. XXIV, vol. II (L'espansione islamica e la nascita dell'Europa feudale) della Storia del Mondo Medievale, 1999, pp. 770–806.
- William John Corbett, "L'Inghilterra dal 954 alla morte di Edoardo il Confessore", cap. X, vol. IV (La riforma della chiesa e la lotta tra papi e imperatori) della Storia del Mondo Medievale, 1999, pp. 255–298.
- William John Corbett, "L'evoluzione del ducato di Normandia e la conquista normanna dell'inghilterra", cap. I, vol. VI (Declino dell'impero e del papato e sviluppo degli stati nazionali) della Storia del Mondo Medievale, 1999, pp. 5–55.